# Паул Парин
Паул Парин (на френски: Paul Parin) е швейцарски психоаналитик и етнолог.

## Биография
Роден е на 20 септември 1916 г. в Полцела, тогава част от Австро-Унгария, в еврейско семейство. Учи медицина в Загреб, Грац и Цюрих. В Цюрих се среща с Голди Матей, която става негова жена. В края на Втората световна война двамата пътуват до освободените части на Югоизточна Словения, където работят като доброволци лекари в частите на съпротивата. След войната двамата се връщат Цюрих, където Парин основава психоаналитичен семинар. През 50-те години пътува из Африка със съпругата си Фриц Моргенхалер. Заедно с Жорж Дьоврьо Парин става съосновател на етнопсихоанализата.
През 1992 г. получава престижната награда „Ерих Фрид“ за литературни постижения.
Docteur honoris causa на университета в Клагенфурт (1995).
Умира на 18 май 2009 г. в Цюрих на 92-годишна възраст.

### Монографии
- Die Weißen denken zuviel. Psychoanalytische Untersuchungen bei den Dogon in Westafrika. Zusammen mit Goldy Parin-Matthèy und Fritz Morgenthaler. Atlantis, Zürich 1963 und EVA, Hamburg 2006, ISBN 3-434-50602-0.
- Fürchte Deinen Nächsten wie Dich selbst. Psychoanalyse und Gesellschaft am Modell der Agni in Westafrika. Zusammen mit Goldy Parin-Matthèy und Fritz Morgenthaler. Suhrkamp, Frankfurt am Main 1971 und Psychosozial, Gießen 2006, ISBN 3-89806-462-X.
- Der Widerspruch im Subjekt. Ethnopsychoanalytische Studien. Syndikat, Frankfurt am Main 1978, 3-8108-0080-5, und EVA, Hamburg 1992, ISBN 3-434-46011-X.
- Untrügliche Zeichen der Veränderung. Jahre in Slowenien. Kindler, München 1980 und EVA, Hamburg 1992, ISBN 3-434-50012-X.
- Zu viele Teufel im Land. Aufzeichnungen eines Afrikareisenden. Syndikat, Frankfurt am Main 1985 und Drava, Klagenfurt 2008, ISBN 3-85435-545-9.
- Subjekt im Widerspruch Zusammen mit Goldy Parin-Matthèy. Syndikat, Frankfurt am Main 1986 und Psychosozial, Gießen 2000, ISBN 3-89806-033-0.
- Es ist Krieg und wir gehen hin. Bei den jugoslawischen Partisanen. Rowohlt, Berlin 1991 und EVA, Hamburg 1997, ISBN 3-434-50417-6.
- Psychoanalyse, Ethnopsychoanalyse, Kulturkritik. Paul Parins Schriften auf CD-ROM, hrsg. v. Johannes Reichmayr. Psychosozial, Gießen 2004, ISBN 3-89806-211-2.

### Белетристика
- Noch ein Leben. Eine Erzählung. Zwei Versuche. Kore, Freiburg 1990 und Psychosozial, Gießen 2003, ISBN 3-89806-183-3.
- Karakul. Erzählungen. EVA, Hamburg 1993, ISBN 3-434-50031-6.
- Eine Sonnenuhr für beide Hemisphären und andere Erzählungen. EVA, Hamburg 1995, ISBN 3-434-50072-3.
- Der Traum von Segou. Neue Erzählungen. EVA, Hamburg 2001, ISBN 3-434-50507-5.
- Das Katzenkonzil. Mit Tuschezeichnungen von Manù Hophan. EVA, Hamburg 2002, ISBN 3-434-50533-4.
- Die Leidenschaft des Jägers. Erzählungen. EVA, Hamburg 2003, ISBN 3-434-50561-X.
- Lesereise 1955 bis 2005. Freitag, Berlin 2006, ISBN 3-936252-09-2.